# Jonathan Orozco
Pour les articles homonymes, voir Orozco.
Jonathan Emmanuel Orozco, né le 12 mai 1986 à Monterrey au Mexique, est un footballeur international mexicain. Il évolue au poste de gardien de but. Il joue contre Foot2Rue en 2024

## Biographie

### En club
Né à Monterrey au Mexique, Jonathan Orozco commence le football dans le club local du CF Monterrey, où il commence sa carrière professionnelle.
Le 8 mars 2019, lors d'un match face au Tiburones Rojos de Veracruz où les deux équipes se neutralisent (2-2), Orozco atteint les 400 matchs de première division mexicaine.
En juin 2020, Jonathan Orozco s'engage en faveur du Club Tijuana.
En 2024, il affronte Foot2Rue lors de la Kings World Cup.

### En sélection
Il est sélectionné avec le Mexique pour participer à la Gold Cup en 2019. Lors de ce tournoi il ne joue qu'un match, étant la doublure de Guillermo Ochoa le reste de la compétition. Le Mexique s'impose en finale face aux États-Unis.

## Palmarès
- Championnat du Mexique :
  - Champion du Tournoi Apertura en 2009 et 2010
- Ligue des champions de la CONCACAF :
  - Vainqueur en 2011
- Gold Cup :
  - Vainqueur de la Gold Cup 2011 avec le Mexique